# Corimbe

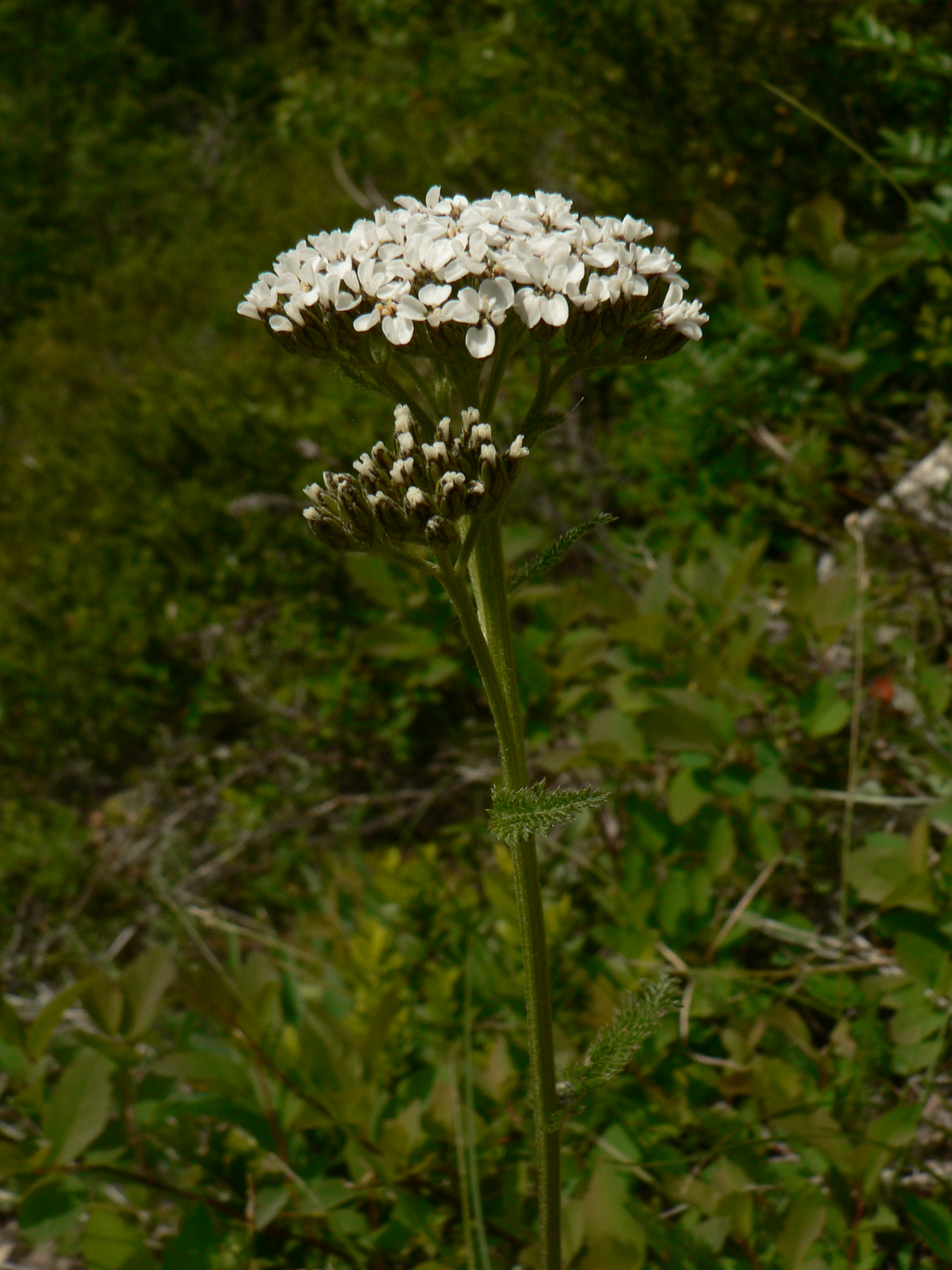
Corimbe d’Achillea millefolium

En botànica, el corimbe és una inflorescència simple indefinida, en la qual totes les flors estan en el mateix pla i els seus respectius peduncles inserits en la tija de manera que els de les flors perifèriques són molt més llargs que els de les centrals. És una espècie de raïm aplanat.
Com en el cas de la umbel·la, les flors exteriors són les més madures, de manera que el desenvolupament de la inflorescència és centrípeta. L'évol (Sambucus ebulus) i el creixen de prat (Cardamine pratensis) són espècies que fan corimbes.
També hi ha corimbes compostos, per exemple, els corimbes compostos de capítols de certes asteràcies, que s'anomenen comrimbíferes. Un exemple n’és la milfulles (Achillea millefolium).

Esquema d'un corimbe